# Vacuactivus
Vacuactivus es una empresa internacional de producción y venta de cámaras (cabinas) de crioterapia y equipos para la rehabilitación física que fue fundada en 2000. Es uno de los tres mayores fabricantes de cámaras y equipos de crioterapia del mundo.
La sede central se encuentra en Los Ángeles, California.

## Visión general
Vacuactivus se fundó en el año 2000. En 2013, abrió una oficina de ventas en Estados Unidos bajo la dirección de Slim Wellness Studio LLC.
Vacuactivus fabrica equipos para centros médicos y de rehabilitación, gimnasios, estudios de crioterapia e instalaciones sanitarias. El producto principal son equipos innovadores destinados a procedimientos criogénicos y pérdida de peso (cámaras de crioterapia, cintas de correr con sistemas de vacío e infrarrojos). Entre los principales productos se encuentran los superventas: la bicicleta InfraStar, la cámara de crioterapia CryoStar Antarctica, el rodillo de masaje linfático Rollstar y la criocinta con sistemas de vacío e infrarrojos VacuStar.
Los productos de la empresa se distribuyen en 50 países de todo el mundo.

## Estructura
La empresa tiene su sede central en Los Ángeles, California (EE. UU.)
Los principales almacenes de la fábrica se encuentran en Gardena (California), Newark (Nueva Jersey), Przemyśl (Polonia) y Dnipro (Ucrania).